# 8583 Froberger
8583 Froberger è un asteroide della fascia principale. Scoperto nel 1997, presenta un'orbita caratterizzata da un semiasse maggiore pari a 3,1922513 UA e da un'eccentricità di 0,1395786, inclinata di 1,54041° rispetto all'eclittica.
Dal 10 giugno all'8 agosto 1998, quando 8725 Keiko ricevette la denominazione ufficiale, è stato l'asteroide denominato con il più alto numero ordinale. Prima della sua denominazione, il primato era di 8268 Goerdeler.
L'asteroide è dedicato al compositore tedesco Johann Jakob Froberger.